# لاتروب (کالیفرنیا)
لاتروب (به انگلیسی: Latrobe) یک منطقهٔ مسکونی در ایالات متحده آمریکا است که در شهرستان ال دورادو، کالیفرنیا واقع شده‌است. لاتروب ۲۱۹ نفر جمعیت دارد و ۲۳۲ متر بالاتر از سطح دریا واقع شده‌است.